# غلامرضا حیدری دارانی
غلامرضا حیدری دارانی (زادهٔ ۱۳۲۸ در فریدن) نمایندهٔ حوزهٔ انتخابیهٔ فریدن و فریدون‌شهر در دورهٔ پنجم مجلس شورای اسلامی بوده‌است.